# День десантно-штурмових військ Збройних сил України

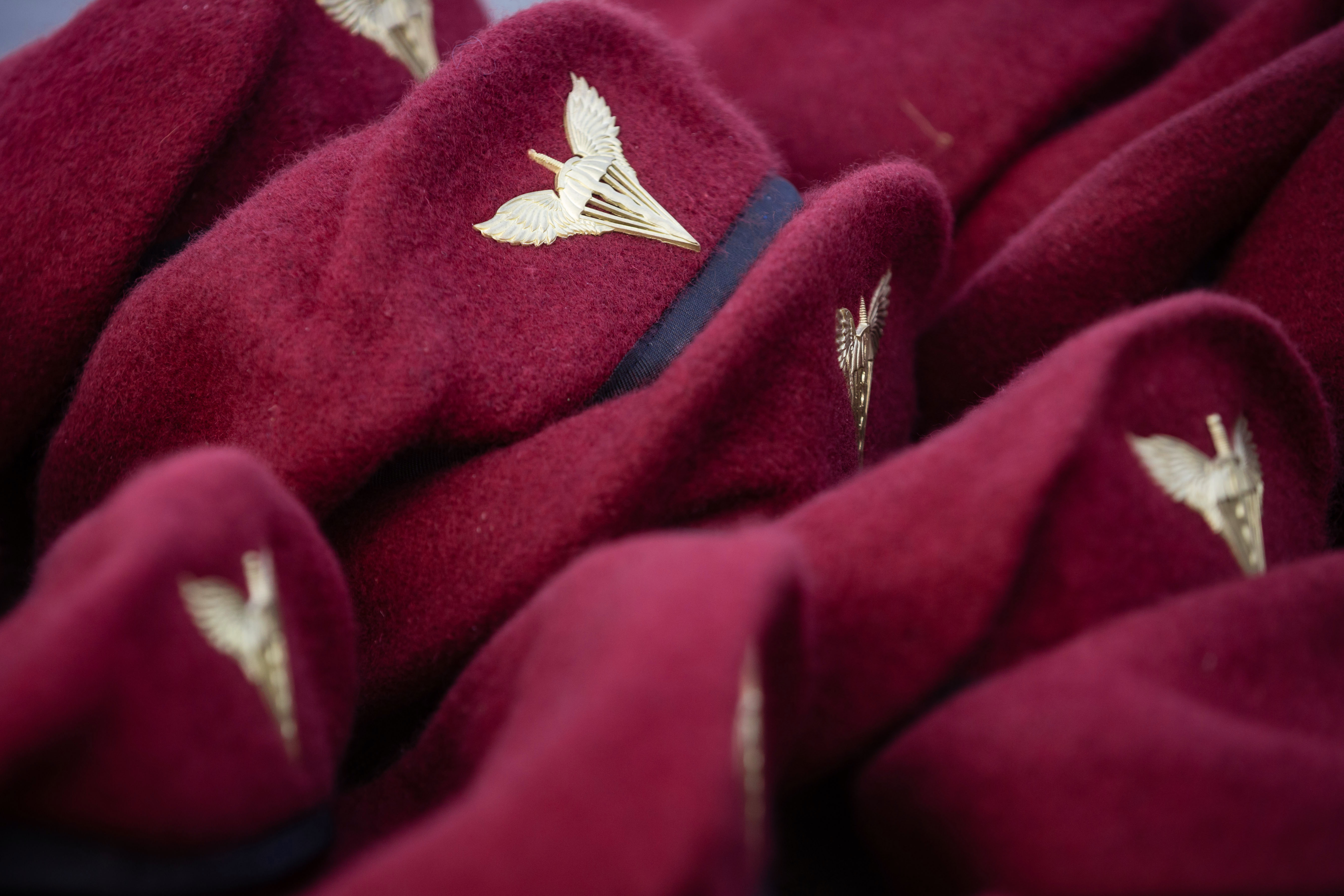
Берети десантно-штурмових військ Збройних сил України.

День десантно-штурмових військ Збройних сил України — свято в Україні, відзначається щорічно 21 листопада від 2017 року на честь десантно-штурмових військ Збройних сил України.

## Історія
Десантні війська ЗСУ як окрема частина були створені після відновлення незалежності України. До цього роду військ увійшли частини повітряно-десантних військ СРСР, що залишилися в Україні після 1991 року. Об'єднання частин десантних військ був поступовим, воно тривало з 1 січня 1992 року до літа 1993 року. 1999 року дату 2 серпня було затверджено Президентом України як датою вшановування десантних військ з тогочасною назвою - Дня аеромобільних військ. Із переформуванням десантних військ як Десантно-штурмових, свято замінило собою день високомобільних десантних військ.
Перейменування відбулося 27 липня 2012 року, коли аеромобільні війська ЗС України отримали назву "Високомобільні десантні війська". 2015 року до Високомобільних десантних військ додалося підсилення - одна танкова рота на кожну з п'яти бригад. Завдяки цьому десантні війська стали десантно-штурмовими. До 2016 року війська були у складі Сухопутних військ.
Свято було запроваджено згідно з Указом Президента «Про День Десантно-штурмових військ Збройних Сил України» від 21 листопада 2017 р. № 380/2017.

## Відзначення
Вперше було відзначено урочистою церемонією на Михайлівській площі в Києві під час якої Президент України й військове командування вручили нову символіку:
- було проведено церемонію заміни блакитного берета на берети кольору maroon (темнобордовий) разом із новим беретним знаком.[5]
- Вручено штандарт командувача десантно-штурмових військ
- Вручено прапор роду військ
- Встановлено текст клятви десантника